# Maison du Vieux Courrier
La Casa del Correo Viejo (Maison du Vieux Courrier) est une maison seigneuriale gothique du XVIe siècle située dans la vieille ville de Pontevedra, en Espagne.

## Localisation
La maison est située sur la place Celso García de la Riega, à l'extrémité nord du centre historique de Pontevedra, tout près du pont du Bourg, l'une des principales entrées de la ville médiévale. L'une de ses façades latérales donne sur la rue Real et le chemin de pèlerinage portugais vers Saint-Jacques-de-Compostelle ainsi que sur l'ancienne voie romaine XIX, et l'autre sur la rue San Nicolás.

## Histoire
Il s'agit de l'une des constructions civiles les plus anciennes de la ville. Cette maison noble a été construite au XVIe siècle, à la demande de deux familles basques de la province d'Álava, les familles Ibaizábal et Murga, qui se sont installées dans la ville de Pontevedra et y ont établi leur résidence. La famille Murga, qui s'est répandue dans d'autres parties de la péninsule ibérique, est arrivée à Pontevedra apparentée à la famille Ibaizábal. La maison a fait l'objet de modifications ultérieures.
La maison doit son nom à la fonction de Maison du Courrier à laquelle son rez-de-chaussée était consacré, avec un service postal dès 1707. Elle a été utilisée comme bureau de poste au XVIIIe siècle en raison de son excellent emplacement, tout près du pont du Bourg et du chemin portugais de Saint-Jacques-de-Compostelle. Le père de Fray Martín Sarmiento, maître de poste du royaume à Pontevedra, était lié à la maison.

## Description
Il s'agit d'une maison de style gothique tardif du XVIe siècle, avec un rez-de-chaussée et trois étages. Sa façade principale présente un alfiz typique du XVIe siècle, qui longe la façade donnant sur la place Celso García de la Riega et borde la partie supérieure d'un grand blason aux armes des familles Ibaizábal (avec un arbre), Villegas (avec une croix et huit chaudrons), Aldao (avec cinq fleurs de lys) et Salazar (représentées par treize étoiles). Le blason est orné d'un casque avec son panache et décoré de lambrequins, ainsi que d'une tête d'ange sous la pointe du blason.
La maison a conservé intacte l'entrée principale, surmontée d'un arc en anse de panier à trois centres et d'un petit blason dans la clé de voûte de l'arc. Les fenêtres des deux premiers étages de la maison correspondent à des portes avec balcons et celle du troisième étage à un balcon qui s'étend sur toute la longueur de la façade.
Sur la façade gauche de la rue Real, un autre petit blason carré porte les armes de la famille Murga, originaire de la commune d'Ayala et proche de la famille Ibaizábal.

## Galerie d'images

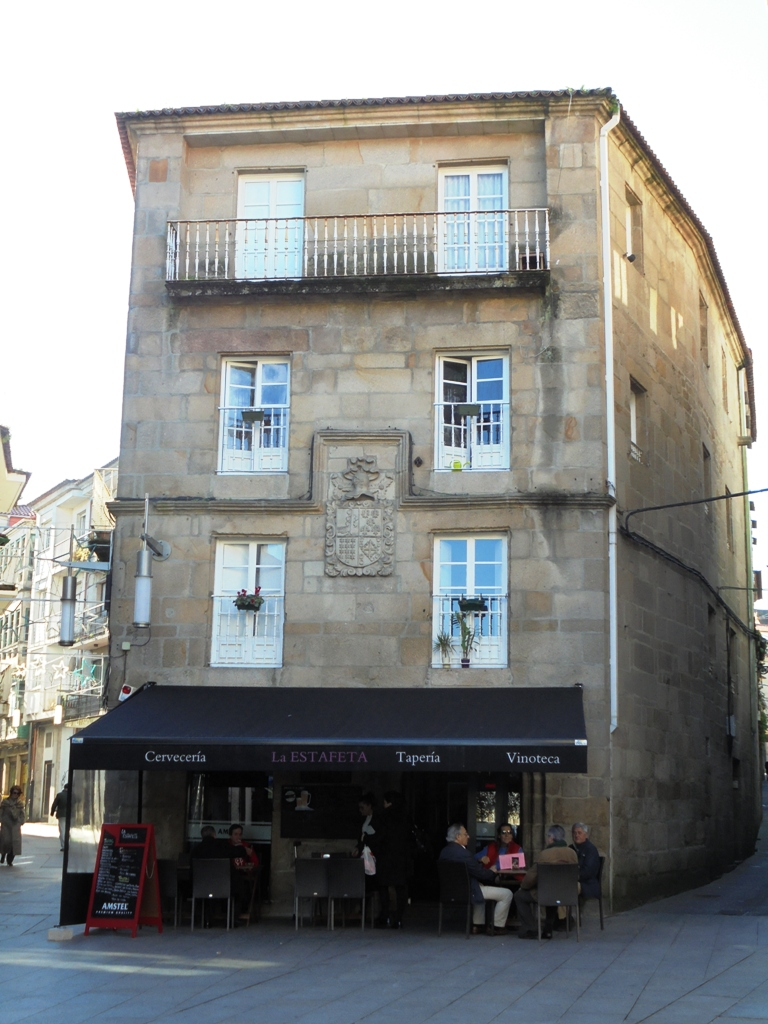
Façade principale
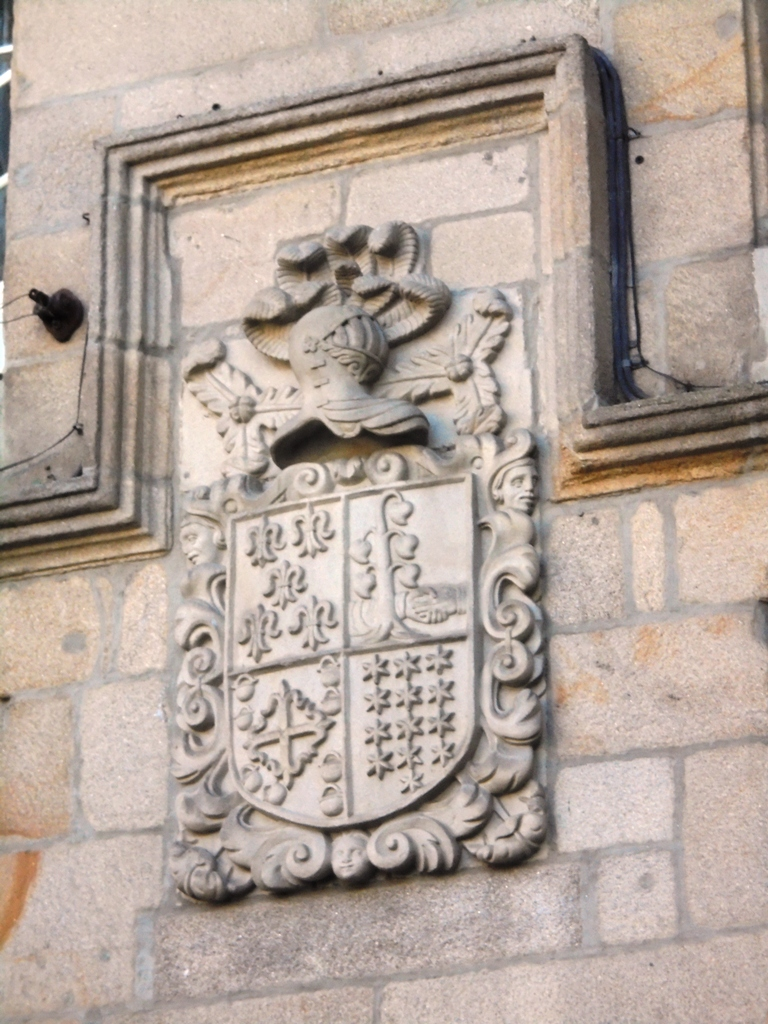
Armoiries de la façade principale
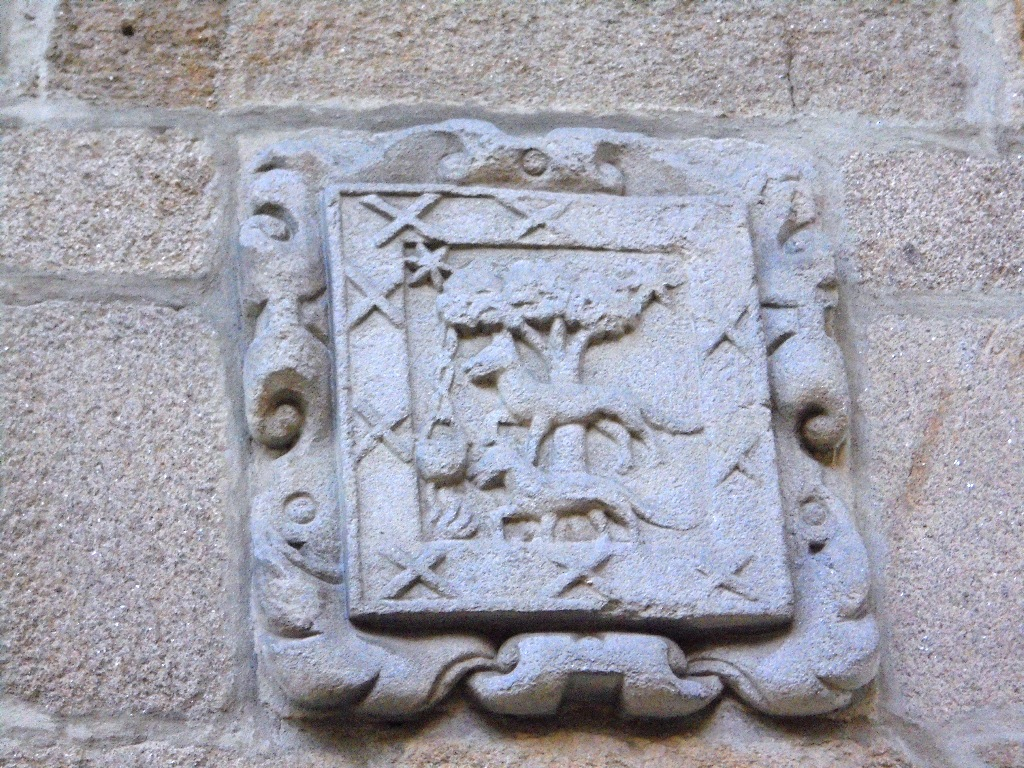
Armoiries de la façade latérale